# Wettinia
Wettinia, rod palmi smješten u tribus Iriarteeae, dio potporodice Arecoideae. Postoji dvadesetak vrsta (22) raširenih u tropskoj Americi, od Bolivije i Brazila na jugu, na sjever do Paname.

## Vrste
1. Wettinia aequalis (O.F.Cook & Doyle) R.Bernal
2. Wettinia aequatorialis R.Bernal
3. Wettinia anomala (Burret) R.Bernal
4. Wettinia augusta Poepp. & Endl.
5. Wettinia castanea H.E.Moore & J.Dransf.
6. Wettinia disticha (R.Bernal) R.Bernal
7. Wettinia donosoensis De Gracia & Grayum
8. Wettinia drudei (O.F.Cook & Doyle) A.J.Hend.
9. Wettinia fascicularis (Burret) H.E.Moore & J.Dransf.
10. Wettinia hirsuta Burret
11. Wettinia kalbreyeri (Burret) R.Bernal
12. Wettinia lanata R.Bernal
13. Wettinia longipetala A.H.Gentry
14. Wettinia maynensis Spruce
15. Wettinia microcarpa (Burret) R.Bernal
16. Wettinia minima R.Bernal
17. Wettinia oxycarpa Galeano & R.Bernal
18. Wettinia panamensis R.Bernal
19. Wettinia praemorsa (Willd.) Wess.Boer
20. Wettinia quinaria (O.F.Cook & Doyle) Burret
21. Wettinia radiata (O.F.Cook & Doyle) R.Bernal
22. Wettinia verruculosa H.E.Moore

## Sinonimi
- Acrostigma O.F.Cook & Doyle
- Catoblastus H.Wendl.
- Catostigma O.F.Cook & Doyle
- Wettinella O.F.Cook & Doyle
- Wettiniicarpus Burret